# LimoNada
LimoNada fue un grupo de musical uruguayo activo entre 1969 y 1971.

## Historia
LimoNada se formó en el año 1970 cuando los anteriores integrantes de El Kinto, Walter Cambón y Luis Sosa se juntaron con Dardo Martínez y Ricardo Lanza (cuñado de Cambón). Debido al renombre que comenzaba a adquirir El Kinto, la banda logró grabar un disco sin antes presentarse en vivo.
El grupo obtiene de inmediato el apoyo de los medios que difunden música uruguaya y recibe buenas críticas. La existencia de la banda fue efímera, al punto de que actuaron únicamente tres veces en vivo, una en Tacuarembó y dos en Montevideo.
Los propios integrantes del grupo asumen que buscaban con la formación seguir la línea de El Kinto, aunque el resultado no los convenció, alegando como causa del fracaso la ausencia de un líder musical como Eduardo Mateo.

## Miembros
- Walter Cambón - guitarra, voz.
- Luis  Sosa - batería, voz.
- Dardo Martínez - Guitarra, piano, teclado electrónico.
- Ricardo Lanza - bajo eléctrico, voz.

## Discografía
- LimoNada (Sondor 33111. 1970)

### Otros
- LimoNada (Reeditado por Sondor para Lion Productions para venta fuera de Uruguay en formato CD y Vinilo. Contiene el álbum de 1970 más una versión inédita en vivo del tema "Pies Descalzos" grabada durante el Festival de la Canción Joven de Tacuarembó. 1971)